# كريستوف فرايدل
كريستوف فرايدل (بالألمانية: Christoph Friedl)‏ هو لاعب كرة قدم نمساوي، ولد في 14 يوليو 1992 في النمسا. لعب مع نادي هارتبيرغ.

## وصلات خارجية
- كريستوف فرايدل على موقع قاعدة بيانات كرة القدم.إي يو (الإنجليزية)
- كريستوف فرايدل على موقع Soccerway.com (الإنجليزية)
- كريستوف فرايدل على موقع عالم كرة القدم.نت (الإنجليزية)